# Israël op de Olympische Zomerspelen 1964
Israël nam deel aan de Olympische Zomerspelen 1964 in Tokio, Japan. Ook tijdens de vierde deelname won het geen enkele medaille.

## Deelnemers en resultaten
(m) = mannen, (v) = vrouwen 

### Atletiek
| Olympiër         | Onderdeel        | Resultaat | Prestatie                      |
| ---------------- | ---------------- | --------- | ------------------------------ |
| Levy Psawkin     | 100m (m)         | 63e       | serie 5: 7de in 11,1           |
| Amos Gilad       | 800m (m)         | DNF       | serie 5: niet gefinisht        |
| Gideon Ariel     | discuswerpen (m) | 26e       | kwalificatie: 26ste met 46,12m |
|                  |                  |           |                                |
| Louise Sydranski | 100m (v)         | 34e       | serie 3: 6de in 12,1           |
| Louise Sydranski | 200m (v)         | 20e       | serie 4: 4de in 24,6           |
| Michel Lamdani   | hoogspringen (v) | 19e       | kwalificatie: 19de met 1,65m   |

### Schietsport
| Olympiër       | Onderdeel                  | Resultaat | Prestatie                       |
| -------------- | -------------------------- | --------- | ------------------------------- |
| Hannan Crystal | 50m geweer 3 houdingen (m) | 36e       | 1103 punten: (391-369-343)      |
| Hannan Crystal | 50m geweer liggend (m)     | 63e       | 579 punten: (98-98-93-95-98-97) |
| Nehemia Sirkis | 50m geweer liggend (m)     | 47e       | 584 punten: (96-95-99-99-97-98) |
| Maksim Kahan   | trap (m)                   | 47e       | 170 punten                      |

### Zwemmen
| Olympiër        | Onderdeel            | Resultaat | Prestatie              |
| --------------- | -------------------- | --------- | ---------------------- |
| Gershon Shefa   | 200m schoolslag (m)  | 19e       | serie 4: 5de in 2.40,6 |
| Avraham Melamed | 200m vlinderslag (m) | 23e       | serie 2: 5de in 2.20,7 |
| Gershon Shefa   | 400m wisselslag (m)  | 20e       | serie 1: 7de in 5.11,2 |

Afghanistan · Algerije · Argentinië · Australië · Bahama's · België · Bermuda · Birma · Bolivia · Brazilië · Brits-Guiana · Bulgarije · Cambodja · Canada · Ceylon · Chili · Colombia · Congo-Brazzaville · Costa Rica · Cuba · Denemarken · Dominicaanse Republiek · Duits eenheidsteam · Ethiopië · Filipijnen · Finland · Frankrijk · Ghana · Griekenland · Groot-Brittannië · Hongarije · Hongkong · Ierland · IJsland · India · Irak · Iran · Israël · Italië · Ivoorkust · Jamaica · Japan · Joegoslavië · Kameroen · Kenia · Libanon · Liberia · Libië · Liechtenstein · Luxemburg · Madagaskar · Maleisië · Mali · Marokko · Mexico · Monaco · Mongolië · Nederland · Nederlandse Antillen · Nepal · Nieuw-Zeeland · Niger · Nigeria · Noord-Rhodesië · Noorwegen · Oeganda · Oostenrijk · Pakistan · Panama · Peru · Polen · Portugal · Puerto Rico · Roemenië · Senegal · Sovjet-Unie · Spanje · Taiwan · Tanganyika · Thailand · Trinidad en Tobago · Tsjaad · Tsjecho-Slowakije · Tunesië · Turkije · Uruguay · Venezuela · Verenigde Arabische Republiek · Verenigde Staten · Vietnam · Zuid-Korea · Zuid-Rhodesië · Zweden · Zwitserland